# Eustachy Potocki
Eustachy Potocki herbu Pilawa (ur. w 1720, zm. 25 lutego 1768 w Radzyniu Podlaskim) – cześnik koronny w 1754 roku, generał artylerii litewskiej w 1759 roku, generał-lejtnant wojsk koronnych w 1752 roku, starosta generalny ruski w latach 1762–1767, starosta grabowiecki, urzędowski i tłumacki w 1738, starosta dubieński w 1731, marszałek sejmiku ziemi halickiej w 1756 roku.

## Życiorys
Wnuk Feliksa Kazimierza, najstarszy syn Jerzego Potockiego, brat: Mariana i Katarzyny Kossakowskiej.
W dzieciństwie otrzymał starostwo dubieńskie. Był uczniem kolegium jezuickiego w Lublinie. Jako młodzieniec odbył podróż do Niemiec i Francji. 
W 1740 r. był posłem na sejm z woj. podolskiego.
Jako republikant był przeciwnikiem obozu Czartoryskich. Popierany przez Francję miał zawiązać konfederację przeciw wkroczeniu wojsk rosyjskich do Polski. Był posłem ziemi halickiej na sejm 1746 roku.
Od 1743 pułkownik wojsk koronnych, generał-major wojsk koronnych od 1752, następnie awansowany na generała-lejtnanta kawalerii koronnej oraz rotmistrza chorągwi pancernej. Poseł lubelski na sejm 1744. Poseł województwa lubelskiego na sejm 1750, deputat bełski do Trybunału Głównego Koronnego w 1750 roku. W 1754 roku został cześnikiem koronnym i marszałkiem Trybunału Głównego Koronnego w Lublinie. Za sprawowanie tej funkcji i inne zasługi 16 grudnia 1754 został odznaczony Orderem Orła Białego. Poseł na sejm 1756 roku z ziemi halickiej. Od 1757 był skarbnikiem stronnictwa francuskiego w Polsce. W 1759 został mianowany generałem artylerii litewskiej. Poseł inflancki na sejm 1761. 
W 1762 założył w Warszawie jurydykę Mariensztat (miasto Marii - od imienia żony). W 1764 został marszałkiem konwokacji województwa lubelskiego – był przeciwnikiem elekcji Stanisława Augusta Poniatowskiego i ingerencji Rosji w sprawy Polski. Jako poseł na sejm konwokacyjny i marszałek konfederacji województwa lubelskiego 7 maja 1764 roku podpisał manifest, uznający odbywający się w obecności wojsk rosyjskich sejm za nielegalny. Podpisał elekcję Stanisława Augusta Poniatowskiego w 1764 roku. Był marszałkiem województwa lubelskiego w konfederacji Czartoryskich w 1764 roku. Był elektorem Stanisława Augusta Poniatowskiego w 1764 roku z województwa lubelskiego.
W latach 1762–1767 był starostą lwowskim. Po wycofaniu się z życia politycznego zajął się gospodarzeniem na swych licznych dobrach na Lubelszczyźnie. W dziedzicznych Sernikach ufundował kościół parafialny, a ostatnie lata spędził w Radzyniu, gdzie w latach 1749–1750 wzniósł wspaniały pałac z ogrodem według projektu Jakuba Fontany (według jego projektu w kościele jezuitów w Warszawie został wykonany castrum doloris E. Potockiego i jego żony). 
Jego żoną była Marianna Kątska.
Jego dziećmi byli:
Cecylia Urszula Potocka,
Kajetan Potocki,
Roman Ignacy Franciszek Potocki,
Jerzy Michał Potocki,
Jan Nepomucen Eryk Potocki,
Stanisław Kostka Potocki.